# ليو فايسه
ليو فايسه (بالألمانية: Leo Wiese)‏ هو باحث في الرومانسية ألماني، ولد في 1871 في Bredeney ‏ في ألمانيا، وتوفي في 20 يونيو 1929.